# Guoibenåivetjärnen
Guoibenåivetjärnen är en sjö i Sorsele kommun i Lappland och ingår i Umeälvens huvudavrinningsområde. Sjön har en area på 0,0474 kvadratkilometer och ligger 394,6 meter över havet. Guoibenåivetjärnen ligger i Vindelälven Natura 2000-område.

## Delavrinningsområde
Guoibenåivetjärnen ingår i det delavrinningsområde (727920-156970) som SMHI kallar för Inloppet i Akersträsket. Medelhöjden är 441 meter över havet och ytan är 10,16 kvadratkilometer. Räknas de 3 avrinningsområdena uppströms in blir den ackumulerade arean 28,38 kvadratkilometer. Kvarnbäcken som avvattnar avrinningsområdet har biflödesordning 3, vilket innebär att vattnet flödar genom totalt 3 vattendrag innan det når havet efter 331 kilometer. Avrinningsområdet består mestadels av skog (93 procent). Avrinningsområdet har 0,15 kvadratkilometer vattenytor vilket ger det en sjöprocent på 1,5 procent.